# Thorsten Kuschel

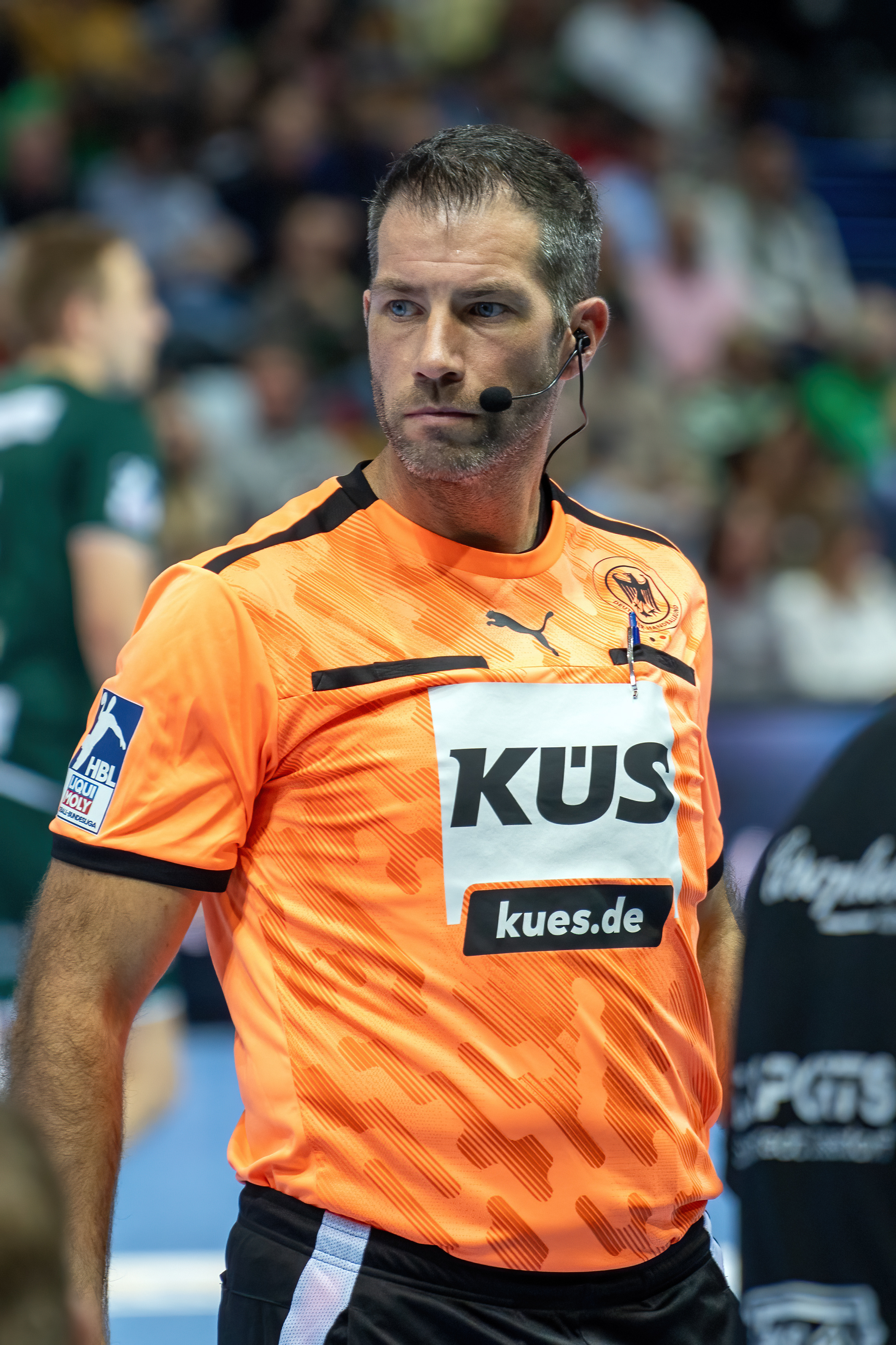
Thorsten Kuschel (2023)

Thorsten Kuschel (* 1984) ist ein deutscher Handballschiedsrichter aus Kandel. Er gehört zum Elitekader des DHB und ist seit 1998 Schiedsrichter.

## Karriere
Kuschel wurde 1998 Schiedsrichter. Er bildet zusammen mit Thomas Kern ein Schiedsrichtergespann, mit dem er seit 2001 zusammen pfeift. 2006 wurde das Duo in den Bundesligakader berufen. Nach über 300 Spielen in der 2. und 3. Liga kamen sie 2020 in den Elitekader des DHBs. Ihr erstes Bundesligaspiel der Herren durfte das Gespann im September 2021 zwischen dem SC DHfK Leipzig und der SG BBM Bietigheim leiten.
Das Gespann kommt auf über 500 Einsätze auf Ebene des DHBs.

## Privates
Kuschels Stammverein ist TV Hagenbach. Kuschel ist Lehrer.